# محمد بن عبد الله الخرشي
أبو عبد الله محمد بن جمال الدين عبد الله بن علي الخرشي المالكي (1010 هـ 1601م) - 1101 هـ (1690م) أول إمام للجامع الأزهر وأحد كبار العلماء المسلمين.

## نسبته
سمي بالخرشي (وعُرف كذلك بالخراشي) نسبة إلى قريته التي ولد بها، قرية أبو خراش، التابعة لمركز الرحمانية ، بمحافظة البحيرة. وضبطه بعضهم باسم (الخَراشي) بفتح الخاء، وبعضهم بكسرها، ولكن الأصح أنها بالفتح، قال الزبيدي في تاج العروس: شيخ مشايخنا أبو عبد الله الخراشي من قرية أبي خَراش كسحاب.

## مولده ونشأته ومراحل تعليمه
ولد سنة 1010 هـ (1601 م)، ولم ينل الشيخ الخرشي شهرته الواسعة هذه إلا بعد أن تقدمت به السِّن، ولذلك لم يذكر أحد من المؤرخين شيئاً عن نشأته.
تلقى الشيخ تعليمه على يد نخبة من العلماء والأعلام، مثل والده الشيخ جمال الدين عبد الله بن علي الخرشي الذي غرس فيه حبًّا للعلم وتطلعًا للمعرفة، كما تلقى العلم على يد الشيخ العلامة إبراهيم اللقاني، وكلاهما - الشيخ اللقاني ووالده الخرشي - تلقى معارفه وروى عن الشيخ سالم السنهوري عن النجم الغيطي عن شيخ الإسلام زكريا الأنصاري عن الحافظ ابن حجر العسقلاني بسنده عن البخاري.
كما تلقى الخرشي أيضًا العلم على أيدي الشيخ الأجهوري، والشيخ يوسف الغليشي، والشيخ عبد المعطي البصير، والشيخ ياسين الشامي، وغيرهم من العلماء والمشايخ الذين رسموا لحياته منهجًا سار على خطواته حتى توفاه الله.
وقد درس الشيخ محمد بن عبد الله الخرشي علوم الأزهر المقررة حينئذ مثل: التفسير، والحديث، والتوحيد، والتصوف، والفقه، وأصول الفقه، وعلم الكلام، والنحو، والصرف، والعروض، والمعاني والبيان، والبديع والأدب، والتاريخ، والسيرة النبوية، وأيضًا درس علوم المنطق، والوضع والميقات، ودرس أمهات الكتب في كل هذه العلوم السالفة الذكر على أيدي شيوخ عظماء بعلمهم وخلقهم.
وقد ظل الشيخ عشرات السنين يعلم ويتعلم، ويفيد ويستفيد من العلم والعلماء، وظل يروي طيلة حياته ويُروى عنه، وبات يضيف ويشرح ويعلق على كل ما يقع بين يديه وتقع عيناه، فأفاد بلسانه وقلمه جمهرة كبيرة من العلماء الذين كانوا يعتزون به وبالانتماء إليه، والنهل من علمه الغزير، ومعرفته الواسعة.

## تلاميذه
من تلاميذ الشيخ الخرشي الشيوخ أحمد اللقاني، ومحمد الزرقاني، وعلي اللقاني، وشمس الدين اللقاني، وداود اللقاني، ومحمد النفراوي، وأحمد النفراوي، والشبراخيتي، وأحمد الفيومي، وعبد الباقي القليني (الذي تولى مشيخة الأزهر وأصبح رابع المشايخ) وإبراهيم بن موسى الفيومي (سادس مشايخ الأزهر)، وأحمد المشرفي، والشيخ علي المجدولي، والشيخ أبو حامد الدمياطي، والعلامة شمس الدين البصير السكندري، وأبو العباس الديربي صاحب المؤلفات القيمة والعديدة، وتتلمذ على يديه الشيخ إبراهيم بن موسى الفيومي الذي أصبح شيخًا للأزهر.

## أخلاقه
كان الشيخ الخرشي متواضعًا عفيفًا، واسع الخلق، كثير الأدب والحياء، كريم النفس، حلو الكلام، يُسَخِّر نفسه لخدمة الناس وقضاء حاجاتهم بنفسه، واسع الصدر، تعلم على يديه طلاب العلم من شتى بقاع الأرض يسألونه ويستمعون إليه ويناقشونه دون ضيق منه أو تذمر، رحب الأفق لا يمل ولا يسأم.
قال عنه الشيخ علي الصعيدي العدوي المالكي في حاشيته التي جعلها على شرحه الصغير لمتن خليل: هو العلامة الإمام والقدوة الهمام، شيخ المالكية شرقًا وغربًا، قدوة السالكين عجمًا وعربًا، مربي المريدين، كهف السالكين، سيدي أبو عبد الله بن علي الخرشي.
انتهت إليه الرياسة في مصر حتى إنه لم يبق بها في آخر عمره إلا طلبته، وطلبة طلبته، وكان متواضعًا عفيفًا، واسع الخلق، كثير الأدب والحياء، كريم النفس، جميل المعاشرة، حلو الكلام، كثير الشفاعات عند الأمراء وغيرهم، مهيب المنظر، دائم الطهارة، كثير الصمت، كثير الصيام والقيام، زاهدًا، ورعًا، متقشفًا في مأكله وملبسه ومفرشه وأمور حياته، وكان لا يصلي الفجر صيفًا ولا شتاء إلا بالجامع الأزهر، ويقضي بعض مصالحه من السوق بيده، وكذلك مصلحة بيته في منزله.
ويقول عنه من عاشره: ما ضبطنا عليه ساعة هو فيها غافل عن مصالح دينه أو دنياه، وكان إذا دخل منزله يتعمم بشملة صوف بيضاء، وكان لا يَملُّ في درسه من سؤال سائل، لازم القراءة لا سيما بعد شيخه البرهان اللقاني، وأبي الضياء علي الأجهوري.
وكان يقسم متن خليل في فقه المالكية إلى نصفين، نصف يقرؤه بعد الظهر عند المنبر كتلاوة القرآن، ويقرأ نصفه الثاني في اليوم التالي، وكان له في منزله خلوة يتعبد فيها، وكانت الهدايا والنذور تأتيه من أقصى بلاد المغرب، وغيرها من سائر البلاد، فلا يمس منها شيءًا، بل كان يعطيها لمعارفه والمقربين منه يتصرفون فيها.

## منزلته
ذاع صيت الخرشي وسمت مكانته بين العامة والخاصة على حد سواء، فكان الحكام يقبلون شفاعته، وكان الطلبة يقبلون على دروسه، وكان العامة يفدون إليه لينالوا من كرمه وعلمه.
قال عنه الجبرتي: هو الإمام العلامة والحبر الفهامة، شيخ الإسلام والمسلمين ووارث علوم سيد المرسلين، وقد ذاعت شهرته أيضًا في البلاد الإسلامية حتى بلغت بلاد المغرب وأواسط أفريقيا حتى نيجيريا، وبلاد الشام والجزيرة العربية واليمن، وقد مكَّن الشيخ من بلوغ هذه الشهرة انتشار طلابه وكثرتهم في أقطار عديدة، واشتهاره بالعلم والتقوى.
وقال عنه المرادي في سلك الدرر: الإمام الفقيه ذو العلوم الوهبية والأخلاق المرضية، المتفق على فضله، وولايته، وحسن سيرته.
واشتهر في أقطار الأرض كبلاد المغرب، والشام، والحجاز، والروم، واليمن، وكان يعير من كتبه، ومن خزانة الوقف بيده لكل طالب، إيثارًا لوجه الله.

## مؤلفاته
كان الشيخ واسع العلم متنوع الثقافة، وخاصة في تفسير القرآن الكريم، وفي الفقه على مذهب الإمام مالك بن أنس ، لذا ترك مكتبة عربية وإسلامية ثرية بمؤلفاته التي امتلأت باللآلئ والجواهر، قلما يوجد لها مثيل، ومن كتبه:
1. رسالة في البسملة، وهو شرح لهذه الآية الكريمة.
2. الشرح الكبير على متن خليل، في فقه المالكية، في ثمانية مجلدات.
3. الشرح الصغير لمختصر خليل على متن خليل أيضًا، في أربعة مجلدات.
4. منتهى الرغبة في حل ألفاظ النخبة، وهو شرح لكتاب نخبة الفكر للعلامة ابن حجر العسقلاني، في مصطلح الحديث.
5. الفرائد السنية في حل ألفاظ السنوسية في التوحيد.
6. الأنوار القدسية في الفرائد الخراشية، وهو شرح للعقيدة السنوسية الصغرى، المسماة (أم البراهين).
7. حاشية على شرح الشيخ على إيساغوجي في المنطق، وهو من أشهر كتب المنطق.

## ولايته لمشيخة الأزهر
تكاد الروايات تجمع على أن الشيخ الخرشي—أول من تولى منصب شيخ الأزهر، فقد ولي مشيخة الأزهر سنة 1090هـ = 1679م، وكان عمره وقتذاك حوالي ثمانين عامًا، واستمر في المشيخة حتى توفاه الله.

## وفاته
وافاه أجله المحتوم صبيحة يوم الأحد السابع والعشرين من شهر ذي الحجة سنة (1101هـ = 1690م) عن عمر يناهز التسعين عامًا، ودفن مع والده بوسط قرافة المجاورين، تاركًا للأزهر ما يقرب من عشرين مؤلفًا.